# Öratjärnen (Ragunda socken, Jämtland, 701730-152053)
Öratjärnen är en sjö i Ragunda kommun i Jämtland och ingår i Indalsälvens huvudavrinningsområde.